# Banho (concelho)
Banho era um concelho de Portugal, constituído pelo território da antiga freguesia da Várzea (actual São Pedro do Sul, Várzea e Baiões), no município de São Pedro do Sul. Teve foral, concedido por Dom Afonso Henriques, em 1152. Devia a sua designação às termas aqui localizadas. Tinha, em 1801, 667 habitantes.